# تاي مورين
تاي مورين (بالإنجليزية: Ty Maurin)‏ هو لاعب كرة قدم أمريكي في مركز الوسط، ولد في 16 أغسطس 1982 في لا ميرادا في الولايات المتحدة. لعب مع نادي دالاس.

## وصلات خارجية
- تاي مورين على موقع الدوري الأمريكي (الإنجليزية)
- تاي مورين على موقع قاعدة بيانات كرة القدم.إي يو (الإنجليزية)